# 若葉 (初春型駆逐艦)
若葉（わかば）は、日本海軍の初春型駆逐艦3番艦である。1934年（昭和9年）10月に竣工した。日本海軍の艦船名としては1906年（明治39年）竣工の神風型駆逐艦 (初代)若葉に続いて2隻目。1944年（昭和19年）10月、レイテ沖海戦時に空襲を受け沈没した。

## 艦歴

### 建造～太平洋戦争緒戦
1931年（昭和6年）12月12日、佐世保工廠で第61駆逐艦として起工した。1932年（昭和7年）8月1日、初春型駆逐艦1番艦に初春、2番艦に子日、3番艦に若葉の艦名が与えられた。1933年（昭和8年）夏、竣工前の初春と子日の公試運転で復原性能の不良が判明し、進水前に大きな設計変更が必要になった。
1934年（昭和9年）3月18日に進水。同型4番艦初霜より約1か月遅い同年10月31日に竣工した。若葉は第21駆逐隊に編入され、初春型1-4番艦がそろった。1941年（昭和16年）9月10日、黒木政吉少佐が艦長に就任した。
同年12月8日の太平洋戦争開戦を内海で迎えた。21日、第21駆逐隊（初春、子日、若葉、初霜）と第27駆逐隊（白露、時雨、有明、夕暮）は真珠湾攻撃を終えた第一航空艦隊と父島沖で合流、内海まで護衛した。1942年（昭和17年）1月、第21駆逐隊は輸送船団を護衛してダバオに入港し、仏印作戦に参加した。25日、スラウェシ島ケンダリの攻略部隊に合流したが、初春が軽巡長良と衝突し、戦線から離脱した。子日、若葉、初霜の3隻となった第21駆逐隊はマカッサル攻略作戦に参加した。
2月のバリ島攻略作戦で、第21駆逐隊は長良と共に支援隊を編制した。19日、攻略隊の第8駆逐隊（大潮、朝潮、満潮、荒潮）がバリ島の上陸作戦に成功したが、同日深夜にバリ島沖海戦が勃発し、満潮が大破した。支援隊は20日朝に第8駆逐隊と合流し、マカッサルまで護衛した。
2月末の スラバヤ沖海戦で、第21駆逐隊は測量艦筑紫と共にバリ海峡を警戒したが、3月1日未明に連合軍の米駆逐艦4隻が海峡に高速で突入し、損傷を与えられず逃走を許した。 南方作戦と蘭印作戦が完了し、第21駆逐隊は内地に帰投した。
5月3日と4日、第二十一駆逐隊は四国南方から九州東岸で対潜掃討を行った。

### 北方戦線での戦い
第二十一駆逐隊は5月20日に北方部隊に編入され、軽巡洋艦「阿武隈」などとともにAQ攻略部隊（AQはアッツ）としてAL作戦（西部アリューシャン攻略作戦）に参加した。AQ攻略部隊は5月29日に川内湾を出撃。6月7日夜にアッツ島ホルツ湾外に到着し、8日には同島のチチャゴフを占領した。6月10日にAQ攻略部隊の編制は解かれ、主隊（重巡洋艦「那智」ほか）への合流を命じられた「阿武隈」と第二十一駆逐隊（「子日」欠）は同日アッツ島を離れた。6月12日、「若葉」の陸戦隊によりアムチトカ島の調査が行われた。第二十一駆逐隊（「子日」欠）は6月13日にAOB攻略部隊（AOBはキスカ）に編入され、同日キスカ島到着。6月22日、第二十一駆逐隊はアガッツ島で水上機部隊（「神川丸」、「君川丸」ほか）と合流。7月5日に「若葉」と「初春」はキスカ島へ向かい、7日に到着した。7月6日、「若葉」は「フィンバック」と思われる潜水艦から雷撃を受けた。7月10日にキスカを発った「若葉」は「帝洋丸」の護衛艦となり、同船を護衛して7月18日に横須賀に着いた。また、7月10日に「阿武隈」、第六、第二十一駆逐隊で護衛隊が編成された。
8月8日にアメリカ艦隊がキスカ島を砲撃すると、北方部隊指揮官は第一水雷戦隊などに加熊別湾進出を命じた。「若葉」は8月8日に横須賀を出港し、8月12日に加熊別湾に到着。8月12日、加熊別湾に集結した艦隊（主隊、護衛隊）は出撃した。しかし、同日日本の本土東方で不時着水偵を発見したとの報告があり、連合艦隊はアメリカ機動部隊出現と判断。北方部隊の主隊、護衛隊も南下して索敵に従事することとなった。しかし、結局なにも発見されず、北方部隊の主隊、護衛隊は8月16日に大湊に入港した。水偵発見は誤報であったものと思われる。
8月27日にアトカ島東部のナザン湾に敵巡洋艦等発見の報告があり、8月29日に北方部隊の主隊、護衛隊は大湊を出港したが、台風のため加熊別湾に入泊した。9月3日、陸軍部隊のアッツ島からキスカ島への移駐における輸送船護衛のため「若葉」と「初霜」はアッツ島へ向け出港。一方、同日「呂号第六十二潜水艦」が巡洋艦等の発見を報告し、「阿武隈」や第二十一戦隊などは再び出撃してアッツ島南西方面へ向かった。「若葉」と「初霜」もそれに合流し、輸送船は退避させられた。しかし、アメリカ艦隊は出現せず、移駐作戦再興のため9月7日に「若葉」と「初霜」は分離されてアッツ島へ向かった。2隻は9月9日にアッツ島に到着し、人員430名などをのせた「射水丸」をキスカ島まで護衛。その後、「若葉」は加熊別湾へ向かい、主隊などと合流して9月18日に大湊に帰投した。9月27日から10月3日にかけて「若葉」はキスカ島視察に向かう北部軍調査班（参謀長木村松治郎少将の一行）を小樽からキスカ島まで運んだ。また、この際には7.7ミリ機銃弾102000発、13ミリ機銃弾10000発なども輸送した。帰路は患者23名を乗せ、10月6日に片岡湾に帰着。10月12日に再びキスカ島へ向かい、調査班を収容して10月18日に柏原湾に帰着した。
10月17日、キスカ島への輸送任務中の駆逐艦「初春」と「朧」が空襲を受け、「朧」は沈没、「初春」も損傷した。「初春」との合同を命じられた「若葉」は10月19日に出港し、翌日「初春」と合同。荒天による被害で航行不能となっていた「初春」を曳航して10月25日に加熊別湾に着いた。
10月末からアッツ島の再占領が行われた。そのために10月21日に第一水雷戦隊と軽巡洋艦「多摩」、「木曾」で挺身輸送部隊が編成された。挺身輸送部隊と主隊は加熊別湾に集結。10月27日から挺身輸送部隊は陸軍米川部隊主力をアッツ島へ輸送した。陸軍部隊を乗せるのは巡洋艦3隻で、第二十一駆逐隊は警戒隊であった。10月27日に挺身輸送部隊は主隊と共に出撃し、10月29日夜に揚陸を行って11月1日に片岡湾に帰投した。11月7日から「若葉」、「初霜」、「薄雲」は北海守備隊司令部（68名）などを幌筵からキスカ島へ輸送。11月10日にキスカ島に着き、11月13日に片岡湾着。続いてアッツ島への増強部隊の輸送が行われた。陸軍部隊は小樽で「阿武隈」と「木曾」に乗艦。その後アッツ島への輸送部隊（「阿武隈」、「木曾」、駆逐艦「若葉」）と主隊は加熊別湾へ移動し、11月23日に同地を出撃。11月25日に揚陸を行って11月28日に加熊別湾に帰着した。11月30日から「阿武隈」、「木曾」、「若葉」の3隻（K船団）は独立歩兵第三百二大隊主力を幌筵からキスカ島へ輸送。陸軍部隊は巡洋艦2隻に乗艦。12月3日に揚陸を行って12月7日に幌筵に帰投した。その後「阿武隈」と「若葉」は佐世保へ向かって12月12日に到着し、修理や防寒工事が行われた。また、この時「若葉」では40ミリ単装機銃2基の25ミリ連装機銃2基への換装が行われた。
「若葉」は1943年1月9日に佐世保を出港し、大湊経由で1月14日に片岡湾に到着。「若葉」は「木曾」とともにキスカ島への人員輸送のため1月18日（17日）に幌筵を出撃したが、荒天及び敵潜水艦発見（実際は「伊号第三十五潜水艦」）のため輸送は断念された。1月24日に「若葉」は重巡洋艦「那智」搭載機のアッツ島への空輸のため同艦を護衛して幌筵より出撃したが、天候不良のため空輸は行われず引き返した。1月31日、第十二船団第一次として「若葉」は陸軍部隊をキスカ島へ運ぶ「浅香丸」を護衛して柏原湾より出港。「若葉」はおそらく途中で「浅香丸」と別れ、2月6日に柏原湾に帰着した。2月13日、第十四船団として「崎戸丸」と「春幸丸」を「木曾」、「初霜」とともに護衛してキスカ島へ向けて幌筵より出航。しかし、アメリカ水上部隊が出現しアッツ島に対する艦砲射撃があったことから、輸送は断念され船団は引き返した。
1943年（昭和18年）2月以降、アリューシャン方面にチャールズ・マクモリス少将の米艦隊が出現し、輸送船団の攻撃を始めた。日本軍は幌筵島からアッツ島へ向かう増援部隊の護衛に第五艦隊（細萱戊子郎中将）の主力を配置した。3月27日、若葉は重巡那智・摩耶、軽巡多摩・阿武隈、他の駆逐艦3隻（初霜、雷、電）と共に船団を護衛中、北太平洋でマクモリス少将が率いる軽巡リッチモンド 、重巡ソルトレイクシティ 、駆逐艦4隻（Bailey、Coghlan 、モナハン 、デイル）に遭遇した。第五艦隊は米艦隊を撃退したが弾薬が欠乏し、アッツ島への輸送を断念した。アッツ島沖海戦で「若葉」は16000メートルの距離で魚雷6本を発射した。一方、12.7センチ砲は1発も発射していない。
3月30日、荒天の幌筵海峡で停泊中であった「若葉」は出港しようとした駆逐艦「雷」に衝突された。この事故で、「若葉」では右舷側に長さ1.5メートル、幅0.5メートルの破孔が生じた。「若葉」は「初霜」や重巡洋艦「那智」、「摩耶」とともに3月31日に横須賀へ向かい、4月3日に「若葉」と「初霜」は横須賀に到着。同地で修理が行われた。「若葉」は4月23日に横須賀を発し、4月25日に陸奥海湾に着いた。
その後、第21駆逐隊は内地と千島間の船団護衛に従事した。
第21駆逐隊（若葉、初霜）は、6月28日に発動されたキスカ島撤退作戦（ケ号作戦）に参加した（編制はキスカ島撤退作戦参照）。幌筵島を7月7日に出撃した第一期作戦は天候に恵まれず、18日に帰投した。22日に出撃した第二期作戦では、濃霧の中を航行中の26日に初霜が右舷に衝突し、若葉の艦尾が駆逐艦長波に衝突した。第21駆逐隊司令の天野重隆大佐は若葉から駆逐艦島風に移譲して指揮を続けたが、若葉は幌筵島に帰投したため、キスカ島兵員の撤収には参加できなかった。内地で修理を行い、完了後は再び千島方面の船団護衛、北海道東方の対潜掃討に従事した。10月1日、二ノ方兼文少佐が艦長になった。初春も10月2日に修理を終え、前線任務に復帰した。

### 中部太平洋への転戦、沈没
1944年（昭和19年）6月から硫黄島輸送作戦に従事。8月5日、駆逐隊司令に石井汞中佐が就任した。第21駆逐隊（若葉、初春、初霜）が所属する第五艦隊は、捷一号作戦で第二遊撃部隊（志摩清英中将）を編制することが決まった。10月14日、台湾沖航空戦での戦果の誤認を受けて同作戦が発動され、第二遊撃部隊は15日に内海から出撃。20日に台湾・馬公に到着した。
フィリピンへの大規模な米軍の上陸を阻止するため、第二遊撃部隊はレイテ湾への突入を計画した。第21駆逐隊は21日に第二航空戦隊（第六基地航空部隊）の要請で高雄からマニラへの兵員輸送任務に充てられ、第二遊撃部隊と分かれた。23日、兵員をマニラで上陸させた。ミンドロ島東を南下し、24日にミンダナオ島入口で第二遊撃部隊との合流をめざした。
しかし24日午前8時、米機動部隊の艦載機約20機が襲来した。若葉は直撃弾と至近弾で艦底が損傷して航行不能になり、同9時前に沈没した。沈没海域はパナイ島西方北緯11度36分 東経121度36分 / 北緯11.600度 東経121.600度。戦死30名（准士官以上1、下士官兵29）、重軽傷（准士官以上7、下士官兵67）。乗艦していた石井司令と二ノ方艦長は救助された。初春と被弾した初霜は第二遊撃部隊との合流を断念、ミンドロ島西を北上してマニラへ帰投した。
12月10日、帝国駆逐艦籍から除籍された。艦名は海上自衛隊の護衛艦わかば（旧駆逐艦梨）に継承された。

## 歴代艦長
※『艦長たちの軍艦史』298-299頁による。階級は就任時のもの。

### 艤装員長
1. 則満宰次 少佐：1934年5月25日[74] - 1934年10月10日[75]

### 艦長
1. 則満宰次 少佐：1934年10月10日[75] - 1935年11月21日[76]
2. 中村謙治 少佐：1935年11月21日[76] - 1937年12月1日[77]
3. 沢村成二 少佐：1937年12月1日[77] - 1938年1月12日[78]
4. （兼）塚本守太郎 少佐：1938年1月12日[78] - 1938年12月1日[79]
5. 大島一太郎 少佐：1938年12月1日[79] - 1939年10月15日[80]
6. 安並正俊 少佐：1939年10月15日[80] - 1940年10月15日[81]
7. 吉井五郎 少佐：1940年10月15日[81] - 1941年9月10日[8]
8. 黒木政吉 少佐：1941年9月10日[8] - 1942年11月7日[82]
9. 末次信義 少佐：1942年11月7日[82] -
10. 二ノ方兼文 少佐：1943年10月1日[67] - 1944年11月15日[83]